# Leucocnemis osbcurella
Leucocnemis osbcurella là một loài bướm đêm trong họ Noctuidae.